# Hồng mao
Hồng mao (trong các ngôn ngữ phương Tây: Ang mo) (tiếng Trung: 紅毛; bính âm: hóng máo; Bạch thoại tự: âng-mô͘ / âng-mn̂g) hoặc ang moh hoặc ang moh là một mô tả chủng tộc đôi khi được xem như một văn bia, được dùng để chỉ người da trắng. Nó được sử dụng chủ yếu ở Malaysia và Singapore, và đôi khi ở Thái Lan và Đài Loan. Nó có nghĩa đen là "lông đỏ" và có nguồn gốc từ Phúc Kiến, một loạt các ngôn ngữ Mân Nam. Cách sử dụng tương tự như thuật ngữ tiếng Quảng Đông gweilo (鬼佬; "quỷ lão"). Các thuật ngữ tương tự khác bao gồm ang mo kow (紅毛猴; 'khỉ lông đỏ'), ang mo kui (紅毛鬼; 'quỷ lông đỏ'), ang mo lang (紅毛人; 'người lông đỏ'). Mặc dù thuật ngữ này trong lịch sử có một số ý nghĩa xúc phạm, nó đã được sử dụng theo cách nói chung như một thuật ngữ trung lập ở Singapore và Malaysia, trong đó nói đến một người da trắng hoặc, khi được sử dụng như một tính từ, văn hóa phương Tây nói chung.